# Keravnos Keratea F.C.
Keravnos Keratea F. C. (en griego: Κεραυνός Κερατέα) es un club de fútbol profesional con sede en Keratea (Ática Oriental), Grecia, que actualmente compite en la liga Gamma Ethniki (3ª División de Grecia).

## Origen
El Athletic Football Club Keravnos Keratea fue fundado (aunque no oficialmente) en 1926 y fue finalmente reconocido por la Federación Helénica de Fútbol en 1928.
El nombre del club "Keravnos" (griego: Κεραυνός) es la palabra griega que significa "trueno", el cual aparece simbolizado con un rayo de color rojo sobre un fondo azul en su escudo oficial.

## Historia

### Campeonatos locales amateur y semi-amateur
De 1953 a 2003, Keravnos era un miembro de los clubes de fútbol de la Asociación de Atenas (en griego: Ένωση Ποδοσφαιρικών Σωματείων Αθηνών), o "EPSA," una de las asociaciones de aficionados del club de fútbol más antiguos griegos, que representan los equipos de Prefectura de Atenas; la asociación es miembro de la Federación de Fútbol de Grecia y organiza una liga regional de fútbol y la copa.
Keratea ganó la Copa de EPSA en 1986, y también llegó a la final de la Copa en 1979 y 1983.
En 2003, se unió a Keratea la recién creada Asociación de Clubes de Fútbol Attica del este (griego:. Ένωση Ποδοσφαιρικών Σωματείων Αν Αττικής), o "EPSANA."
Keratea ganó la Copa EPSANA en sus tres primeras temporadas, en 2003-04, 2004-05, 2005-06 y, a continuación, de nuevo en 2007-08 y 2012-13.
En 2004-05, Keratea ganó la copa nacional amateur, el griego de fútbol amateur de la Copa. (Griego: Κύπελλο Ερασιτεχνικών Ομάδων Ελλάδος)

### Campeonatos profesionales
Keratea ganó el campeonato Delta Ethniki Grupo 9 en 2007-08, ganando la promoción de Gamma Ethniki, la tercera división del fútbol griego, por primera vez en la historia del club.
En 2008-09, la primera temporada de Keratea en Gamma Ethniki, el equipo terminó en el sexto lugar en el Grupo Sur.

## Estadio
Keravnos Kerateas juega sus partidos como local en el Estadio Municipal de Kerala en Keratea. El estadio tiene actualmente una capacidad de 3.500.

## Palmarés
- Campeonato Delta Ethniki (Semi-amateur)
  - Campeones (1): 2007-08 (Grupo 9)
- Copa Griega de Fútbol Amateur (Semi-amateur)
  - Campeones (1): 2005
- Copa de la Asociación de Clubes de Atenas (Amateur)
  - Campeoness (1): 1986
- Copa de la Asociación de Fútbol del Ática Oriental (Amateur)
  - Campeones (5): 2003-04, 2004-05, 2005-06, 2007-08, 2012-13